# 東根市市民バス
東根市市民バス（ひがしねししみんバス）は、山形県東根市にて運行しているコミュニティバスである。
運行形態は、営業バスによる有償運送であり、山交バス寒河江営業所へ委託している。
運行本数は片道1便/日、多くても2便しかない。

## 概要
- 旧山形交通の廃止路線を引き継いでいる。
- 料金は以下の通り
  - 利用1回200円（小中学生100円）（小学校入学前の乳幼児は無料）。70歳以上の高齢者、及び身体障がい・知的障がい・精神障がいの手帳の所持者は半額。
  - 回数券は、100円券の11枚つづりは1,000円。
- 土曜日・日曜日・祝日・振替休日・年末年始（12月29日 - 1月3日) は運休。

## 現行路線
以下6路線8系統がある。（2023年4月1日現在）

### 休石線
- さくらんぼ東根駅 - 東根市役所 - 原方公民館 - 西道水車前 - 高崎駐在所 - 川向 - 向原 - 原宿 - 休石長坂口
  - 太字はフリー乗降区間。

### 休石線（公立病院経由）
- さくらんぼ東根駅 - 東根市役所 - 堂ノ前公園 - 公立病院 - 原方公民館 - 西道水車前 - 高崎駐在所 - 川向 - 向原 - 原宿 - 休石長坂口
  - 太字はフリー乗降区間。

### 向原神町東根線（長瀞・公立病院経由）
- 向原 - 営団公民館前 - 神町小学校 - さくらんぼ東根駅 - 長瀞公民館東口 - 公立病院 - 堂ノ前公園 - 小林一丁目 - さくらんぼ東根駅

### 向原神町東根線
- さくらんぼ東根駅 - 東根市役所 - 堂ノ前公園 - 公立病院 - 東根郵便局 - 東根市役所 - さくらんぼ東根駅 - 神町駅前 - 神町小学校 - 営団公民館 - 向原

### 北部循環線西回り線
- さくらんぼ東根駅 - 東根市役所 - 公立病院 - 長瀞東ノ宿 - 長瀞公民館東口 - 東公民館 - 蟹沢東 - 東根市役所 - さくらんぼ東根駅
  - 運行順が反対向きの東回り線がある
  - 太字はフリー乗降区間。

### 河北線
- さくらんぼ東根駅 - 藤助新田中 - 県立河北病院 - 河北中学校前 - 藤助新田中 - （まなびあテラス）- さくらんぼ東根駅

### 中央循環東根線
- さくらんぼ東根駅 - 一本松中央 - 市民体育館 - 四ツ家一丁目 - 公立病院 - 東根公民館 - 東根市役所 - さくらんぼ東根駅
  - 火・金曜日のみ運行

### 荷口神町東根線
- 荷口 - 大富公民館 - 宿 - さくらんぼ東根駅 - 東根市役所 - 公立病院
  - 太字はフリー乗降区間。
  - 月・水・木曜日のみ運行